# Cimitero urbano di Monza
Il Cimitero urbano di Monza è il maggiore dei due attuali cimiteri della città lombarda, ubicato in viale Ugo Foscolo, nella periferia orientale della città.

## Storia
In passato, il cimitero cittadino di Monza - detto "di San Gregorio" - era collocato lungo le rive del Lambro nel quartiere di San Vittore, a sud-est della città.
Divenuto col tempo insufficiente per la città, nel 1911 venne stabilita la costruzione di un cimitero nuovo e più ampio, da collocarsi più esternamente alla città dato anche lo sviluppo del parco ferroviario della stazione e della rete tramviaria suburbana.
A seguito di un concorso, il progetto e la realizzazione vennero affidati all'architetto Ulisse Stacchini, che connotò il proprio lavoro a una spiccata monumentalità. I lavori si protrassero tuttavia per diversi anni e vennero portati a termine soltanto nel 1930.
Con l'entrata in funzione di questo nuovo cimitero, venne sancita la soppressione di quello storico di San Gregorio lasciando integra la vecchia chiesa di San Gregorio che all'epoca risultava essere al centro del vecchio.

## Personalità note
Fra i monumenti sepolcrali degni di nota, si segnalano le realizzazioni di Bazzaro, Cibau, Castiglioni, Pancera. A queste va poi aggiunto il monumento sepolcrale a Gerardo Caprotti (1913), una delle rare opere realizzate da Antonio Sant'Elia, già in opera nel vecchio cimitero e trasferito solo in seguito alla sua chiusura.
Sono sepolti o tumulati in questo cimitero: 
| Nome                         | Anno di nascita | Anno di morte | Nazionalità | Fama                                                                                               |
| ---------------------------- | --------------- | ------------- | ----------- | -------------------------------------------------------------------------------------------------- |
| Iosve Aiazzi                 | 1925            | 2010          | Italia      | alpinista.                                                                                         |
| Giorgio Albani               | 1929            | 2015          | Italia      | ciclista su strada e dirigente sportivo.                                                           |
| Baldassare Alini             | ?               | 1999          | Italia      | alpinista.                                                                                         |
| Ernesto Ambrosini            | 1894            | 1951          | Italia      | atleta-siepista.                                                                                   |
| Mario Asnago                 | 1896            | 1980          | Italia      | architetto, pittore e docente.                                                                     |
| Enrico Baragiotta            | ?               | 1981          | Italia      | calciatore.                                                                                        |
| Mosè Bianchi                 | 1840            | 1904          | Italia      | pittore.                                                                                           |
| Maria Biffi Levati           | 1835            | 1905          | Italia      | benefattrice.                                                                                      |
| Bruno Bolis                  | 1928            | 2011          | Italia      | hockeista su pista e allenatore.                                                                   |
| Arnaldo Boniardi             | ?               | 1971          | Italia      | calciatore, co-fondatore dell'Associazione Calcio Monza.                                           |
| Emilio Borsa                 | 1857            | 1931          | Italia      | pittore ed incisore.                                                                               |
| Giorgio Brambilla            | 1926            | 2004          | Italia      | imprenditore e politico.                                                                           |
| Pinin Brambilla Barcilon     | 1925            | 2020          | Italia      | restauratrice.                                                                                     |
| Vittorio Brambilla           | 1937            | 2001          | Italia      | pilota motociclistico ed automobilistico.                                                          |
| Anselmo Bucci                | 1887            | 1955          | Italia      | pittore, incisore e scrittore.                                                                     |
| Aldo Buzzelli                | 1914            | 1989          | Italia      | politico, partigiano, magistrato e avvocato.                                                       |
| Luigi Cagnolaro              | 1934            | 2014          | Italia      | zoologo e museologo.                                                                               |
| Giuseppe Cambiaghi           | 1851            | 1925          | Italia      | imprenditore.                                                                                      |
| Vittorio Carioli             | 1943            | 1991          | Italia      | calciatore.                                                                                        |
| Carlo Casati                 | 1929            | 2007          | Italia      | alpinista e fondista.                                                                              |
| Gian Luigi Centemeri         | 1903            | 1997          | Italia      | compositore, organista e docente.                                                                  |
| Reno Ceraso                  | 1915            | 2007          | Italia      | Insegnante, fondatore e proprietario dell'Associazione Sportiva Dilettantistica Fiamma Monza 1970. |
| Gaetano Ciceri               | ?               | 1977          | Italia      | calciatore, co-fondatore dell'Associazione Calcio Monza.                                           |
| Gian Paolo Ciceri            | ?               | 1962          | Italia      | calciatore.                                                                                        |
| Gianni Citterio              | 1908            | 1944          | Italia      | partigiano.                                                                                        |
| Antonio Colombo              | 1901            | 1944          | Italia      | ferroviere antifascista, uno dei "martiri di Greco".                                               |
| Ernesto Corno                | 1924            | 2004          | Italia      | calciatore.                                                                                        |
| Ernesto Crespi               | ?               | 1972          | Italia      | calciatore.                                                                                        |
| Salvatore Crippa             | 1914            | 1971          | Italia      | ciclista su strada.                                                                                |
| Alberto D'Aguanno            | 1964            | 2006          | Italia      | giornalista sportivo.                                                                              |
| Martino Della Torre          | ?               | 1956          | Italia      | calciatore, co-fondatore dell'Associazione Calcio Monza.                                           |
| Luigi Del Signore            | 1929            | 2011          | Italia      | calciatore.                                                                                        |
| Franco Donno                 | 1938            | 2014          | Italia      | progettista di gommoni.                                                                            |
| Vladimiro Ferrari            | 1924            | 2003          | Italia      | partigiano, sindacalista, politico, fotografo.                                                     |
| Bruno Ferrario               | ?               | 1964          | Italia      | alpinista.                                                                                         |
| Mario Fossati                | 1922            | 2013          | Italia      | giornalista sportivo.                                                                              |
| Eden Fumagalli               | 1891            | 1971          | Italia      | imprenditore.                                                                                      |
| Giuseppe Galbiati            | 1922            | 2014          | Italia      | ingegnere, politico e giornalista.                                                                 |
| Gualtiero Galmanini          | 1909            | 1976          | Italia      | architetto e designer.                                                                             |
| Antonio Gambacorti Passerini | 1903            | 1944          | Italia      | partigiano-cartolaio.                                                                              |
| Denis Innocentin             | 1961            | 1991          | Italia      | cestista.                                                                                          |
| Luigi Kullmann               | 1916            | 2002          | Italia      | hockeista su pista, allenatore e dirigente sportivo.                                               |
| Giordano Bruno Lattuada      | 1903            | 1978          | Italia      | pittore e decoratore.                                                                              |
| Fabrizio Levati              | 1945            | 1995          | Italia      | calciatore, allenatore e dirigente sportivo del calcio femminile, e avvocato.                      |
| Tarcisio Longoni             | 1913            | 1990          | Italia      | politico.                                                                                          |
| Pietro Lorenzini             | 1907            | 1993          | Italia      | calciatore.                                                                                        |
| Fiorenzo Magni               | 1920            | 2012          | Italia      | ciclista su strada, pistard, dirigente sportivo e imprenditore.                                    |
| Achille Mapelli (cenotafio)  | 1840            | 1894          | Italia      | patriota, avvocato, politico e giornalista.                                                        |
| Pompeo Mariani               | 1857            | 1927          | Italia      | pittore.                                                                                           |
| Fiore Martelli               | 1908            | 1934          | Italia      | pittore e decoratore.                                                                              |
| Augusto Merati               | 1913            | 2001          | Italia      | storico, archeologo e docente.                                                                     |
| Emilio Parma                 | 1874            | 1950          | Italia      | pittore e docente.                                                                                 |
| Angelo Piffarerio            | ?               | 1975          | Italia      | calciatore e allenatore.                                                                           |
| Ermanno Pittigliani          | 1907            | 1969          | Italia      | pittore, incisore, scultore e docente.                                                             |
| Angelo Pozzi                 | 1895            | 1968          | Italia      | arbitro di calcio e dirigente sportivo.                                                            |
| Giovanni Rajberti            | 1805            | 1861          | Italia      | medico e poeta.                                                                                    |
| Angelo Rovati                | 1945            | 2013          | Italia      | cestista, dirigente sportivo, politico e imprenditore.                                             |
| Pina Sacconaghi              | 1906            | 1994          | Italia      | pittrice.                                                                                          |
| Costantino Sala              | 1913            | 1999          | Italia      | calciatore.                                                                                        |
| Elisa Sala                   | 1925            | 1945          | Italia      | partigiana.                                                                                        |
| Giulio Silva                 | 1867            | 1910          | Italia      | poeta dialettale e critico letterario.                                                             |
| Leo Sorteni                  | 1892            | 1960          | Italia      | ingegnere e politico, sindaco di Monza.                                                            |
| Giovanni Battista Stucchi    | 1899            | 1980          | Italia      | partigiano, politico e avvocato.                                                                   |
| Francis Turatello            | 1944            | 1981          | Italia      | bandito-criminale.                                                                                 |
| Giuseppe Vismara             | 1888            | 1974          | Italia      | imprenditore, banchiere e filantropo.                                                              |
| Orazio Zorloni               | 1905            | 1972          | Italia      | allenatore di hockey su pista.                                                                     |